# Mandat d'arrêt en France
Pour les autres articles nationaux ou selon les autres juridictions, voir Mandat d'arrêt.
Un mandat d'arrêt est un ordre donné à la force publique par un magistrat de rechercher la personne à l’encontre de laquelle il est décerné et de la conduire à la maison d’arrêt indiquée sur le mandat où elle sera reçue et détenue.

## Autorités habilitées à délivrer le mandat d'arrêt
Les magistrats habilités à délivrer des mandats sont :
- le procureur de la République, le président de la cour d’assises, le président du tribunal correctionnel, le président de la chambre de l’instruction.
- La cour d’appel, toute cour ou tribunal correctionnel.
- la chambre de l’instruction, un de ses membres, ou son président.
- le juge d’instruction : il est défini à l'article 133 du code de procédure pénale ; il doit exister à l'encontre de la personne visée des indices graves ou concordants rendant vraisemblable qu'elle ait pu participer, comme auteur ou complice, à la commission d'une infraction.
- le juge de l’application des peines, le juge des libertés et de la détention.
- la juridiction de jugement : il peut être décerné si la peine prononcée est supérieure à un an d'emprisonnement ; il n'y a pas de peine minimale s'il comparaît devant la juridiction en vertu d'une comparution immédiate.
- l'administrateur des affaires maritimes, par le commissaire rapporteur et par le président du tribunal maritime commercial (ces trois personnes peuvent délivrer un mandat d'arrêt dans une procédure ressortissant à la compétence du tribunal maritime commercial - art. 36 ter CDPMM).

## Exécution du mandat d'arrêt
Si arrestation à moins de 200 km du tribunal de grande instance qui a émis le mandat :
- si émis par le juge d'instruction : conduite devant lui, sinon devant le juge de la liberté et de la détention provisoire[pas clair] (cas des jours fériés et dimanches).
- si émis par la juridiction de jugement, conduite devant le juge de la liberté et de la détention provisoire[pas clair].
- Si arrestation à plus de 200 km, conduite devant le procureur de la République du tribunal de grande instance le plus proche si le transfèrement est susceptible d'être supérieur à 24 heures (article 127 C.P.P.).

Si la personne accepte le transfèrement, elle est conduite dans les quatre jours à la juridiction qui a émis le mandat (six jours pour les DOM)
Si la personne refuse, elle est conduite à la maison d'arrêt, et si la juridiction d'origine accepte le transfèrement, elle doit y être conduite dans les quatre jours (six jours pour les DOM).

## Abus de langage des médias
Très souvent les médias, notamment francophones, utilisent le terme "mandat d'arrêt". Or, celui ci n'existe pas vraiment dans le sens où cela sous entend une forme de chasse à l'homme en transmettant l'information à toutes les polices du monde. Tout d'abord parce qu'il existe plusieurs types de notices, également parce que plusieurs organisations se spécialisent dans l'échange d'informations sur les personnes recherchées à l'échelle mondiale.
Deux organisations émettent une majorité de notices (ou "mandat d'arrêt") :
- Interpol
- Europol

Une troisième entité peut également publier une notice de recherche de personne : le Tribunal Pénal International.
Également, le mandat d'arrêt est un terme trop vaste, bien que trop utilisé par les médias, il englobe trois catégories qui ne sont généralement pas précisées :
- Notice rouge : correspond à la recherche d'une personne comme fugitif
- Notice bleue : correspond à la recherche d'une personne comme témoin
- Notice jaune : correspond à la recherche d'une personne disparue, très souvent mineure[2].

Pour compléter, seules environ 7000 des notices rouges sont publiées, sur un total d'environ 30000.
Le cas sans doute le plus symbolique du mandat d'arrêt reste le fugitif Xavier Dupont de Ligonnès : il n'est ni référencé sur Europol, ni Interpol, une première fiche le correspondant ayant été diffusée au début de l'enquête, comme notice bleue afin de l'interroger comme témoin des faits. Rien n'indique une évolution de sa notice depuis.
Par comparaison, le fugitif Karim Ouali, dont la cavale a commencé à la même période, et sa preuve de vie étayée, est concerné en 2024 par une fiche Interpol ainsi qu'une Europol.